# Eduard von Borsody
Pour les articles homonymes, voir Borsody.
Eduard von Borsody (né le 13 juin 1898 à Vienne, mort le 1er janvier 1970 à Vienne) est un directeur de la photographie, monteur, réalisateur et scénariste autrichien.

## Biographie
Il débute dans le cinéma en tant que directeur de la photographie. Ses trois premiers films sont de Mihály Kertész pour la Sascha-Film : Le Jeune Medardus, Fiaker Nr. 13, Der goldene Schmetterling. Plus tard, il travaille avec des réalisateurs comme Carl Wilhelm, Ernő Metzner, Gustav Ucicky et Max Nosseck.
Lors de l'arrivée du cinéma sonore, l'UFA l'engage comme monteur. Il continue de travailler avec Ucicky, y compris ses films de propagande nazie comme Morgenrot et Les Fugitifs. Après une première expérience d'assistant réalisateur à côté de lui, Borsody tourne quelques courts-métrages puis réalise en 1937 un premier long produit par l'UFA : Trafic de diamants. Les films qui suivent sont du genre de l'action : Marajo, la lutte sans merci raconte l'histoire de l'Anglais Henry Wickham pour casser le monopole du Brésil sur l'hévéa en 1876, un cadre et un décor exotique qu'il reprendra dans Kongo-Express, Une cause sensationnelle évoque l'enlèvement d'enfant.
Au début de la Seconde Guerre mondiale, il se tourne vers des films de divertissement comme les films d'amour et musicaux comme L'Épreuve du temps, un grand succès pour cette époque. Il ne revient qu'à la fin de la guerre avec une adaptation de Gottfried Keller, Jugendliebe, qui est victime de la censure ; il ne réalisera qu'en 1947.
Malgré deux films de propagandes, Eduard von Borsody continue à tourner. Après 1945, il devient uniquement réalisateur et scénariste. Après quelques films de terroir, sortent en 1956 ses deux plus grands succès : Dany, bitte schreiben Sie (de), une comédie romantique, et Liane la sauvageonne, un film d'aventures. Son film Skandal um Dodo (1958) est l'un des premiers films allemands d'après-guerre avec une actrice de couleur.
Eduard von Borsody est le père de l'acteur Hans von Borsody et le frère de Julius von Borsody.

## Filmographie

### Films muets
Photographie, sauf indication contraire :
- 1923 : Le Jeune Medardus
- 1925 : Die vertauschte Braut
- 1925 : Liebesgeschichten
- 1925 : Der Bastard
- 1926 : Die Mühle von Sanssouci
- 1926 : Le Fiacre n° 13 de Michael Curtiz
- 1926 : Dürfen wir schweigen?
- 1926 : Die dritte Eskadron
- 1926 : Der goldene Schmetterling
- 1927 : Pratermizzi (de)
- 1927 : Café chantant
- 1927 : Höhere Töchter
- 1928 : Polizeibericht Überfall
- 1928 : Es zogen drei Burschen
- 1928 : Le crime de Vera Mirzewa
- 1929 : Die Dame auf der Banknote
- 1929 : Der Ruf des Nordens
- 1930 : Liebeskleeblatt
- 1930 : Die Jugendgeliebte
- 1930 : Rivalen im Weltrekord
- 1930 : Der Tanz ins Glück

### Films sonores jusqu'en 1945
- 1931 : Yorck de Gustav Ucicky – Réalisateur assistant, montage
- 1932 : Das schöne Abenteuer (Reinhold Schünzel) – Montage
- 1932 : La Belle Aventure (Reinhold Schünzel) – Montage
- 1933 : Morgenrot (Gustav Ucicky) – Montage
- 1933 : Les Fugitifs (Flüchtlinge) (Gustav Ucicky) – Réalisateur assistant, montage
- 1934 : Der junge Baron Neuhaus (Gustav Ucicky) – Montage
- 1935 : Frischer Wind aus Kanada (Erich Holder, Heinz Kentner) – Montage
- 1935 : Das Mädchen Johanna (Gustav Ucicky) – Réalisateur assistant, montage
- 1935 : Schnitzel fliegt (court-métrage) – Réalisation, scénario
- 1936 : Die letzten Vier von Santa Cruz (Werner Klingler) – Montage
- 1936 : Savoy-Hotel 217 (Gustav Ucicky) – Montage
- 1936 : Was ein Häkchen werden will (court-métrage) – Réalisation
- 1936 : Stradivaris Schülergeige (court-métrage) – Réalisation
- 1936 : Rosen und Liebe (court-métrage) – Réalisation
- 1936 : Stadt Anatol - (réalisateur assistant, montage)
- 1936 : Patentkunstschloss (court-métrage) – Réalisation
- 1936 : In 40 Minuten (court-métrage) – Réalisation
- 1936 : Die Hochzeitsreise (court-métrage) – Réalisation
- 1936 : Früh übt sich (court-métrage) – Réalisation
- 1936 : Du bist so schön, Berlinerin (court-métrage) – Réalisation
- 1937 : On a tué Sherlock Holmes (Karl Hartl) – Réalisateur assistant
- 1937 : Jürgens riecht Lunte (court-métrage) – Réalisation, scénario
- 1937 : Trafic de diamants – Réalisation
- 1937 : Die Bombenidee (court-métrage) – Réalisation
- 1938 : Marajo, la lutte sans merci – Réalisation, scénario
- 1939 : Une cause sensationnelle – Réalisation
- 1939 : Kongo-Express – Réalisation, scénario
- 1940 : L'Épreuve du temps – Réalisation, scénario
- 1942 : Aimé des dieux (Wen die Götter lieben) de Karl Hartl  – Scénario

### Films après 1945
- 1944/1947 : Jugendliebe
- 1948 : Die Frau am Wege
- 1948 : Arlberg-Express (de)
- 1949 : L'Or blanc
- 1950 : Hochzeit mit Erika
- 1950 : Die Kreuzlschreiber
- 1950 : Das vierte Gebot (de)
- 1950 : Sensation im Savoy
- 1951 : Rausch einer Nacht (de)
- 1952 : Verlorene Melodie
- 1952 : Ich hab’ mich so an Dich gewöhnt
- 1952 : Die Wirtin von Maria Wörth
- 1953 : Ich und meine Frau
- 1953 : Hab’ ich nur Deine Liebe (de)
- 1954 : Maxie
- 1955 : Der Major und die Stiere
- 1956 : Geliebte Corinna
- 1956 : Dany, bitte schreiben Sie (de)
- 1956 : Liane la sauvageonne (Liane, das Mädchen aus dem Urwald)
- 1958 : Une femme qui fait scandale (Skandal um Dodo)
- 1959 : Der Schäfer vom Trutzberg
- 1959 : Féerie sur glace (Traumrevue)
- 1959 : Quand sonne le carillon (de) (Wenn die Glocken hell erklingen)
- 1961 : Liane, die Tochter des Dschungels (non crédité)
- 1962 : Romance à Venise (de) (Romanze in Venedig)
- 1963 : Bergwind